# Dyslalie
Dyslalie je druh narušené komunikační schopnosti, kterou řadíme mezi poruchy artikulace. Vyznačuje se tím, že narušena je výslovnost jedné hlásky nebo skupiny hlásek mateřského jazyka, zatímco ostatní hlásky jsou vyslovovány správně, dle příslušných jazykových norem. Dříve byl mezi autory odborných publikací a logopedy v praxi běžně užívaný název patlavost. Z hlediska výskytu se jedná o nejčastěji se vyskytující druh narušené komunikační schopnosti. Dyslalie se v mluvené řeči projevuje jako vynechávání (delece) chybně vyslovovaných hlásek, nebo nahrazení (substituce) jinými (artikulačně podobnými) hláskami nebo jsou hlásky vyslovovány nepřesně (distorze).

## Etiologie dyslalie
Z hlediska příčin si dyslalii můžeme rozdělit následujícím způsobem:
- dyslalie funkční (mluvidla jsou bez poruchy):
  - typ motorický – důsledek celkové neobratnosti mluvidel,
  - typ senzorický – narušení sluchové diferenciace;
- dyslalie organická (nedostatky a změny na mluvních orgánech):
  - příčiny vnitřní:
    - poruchy sluchu, nedostatečná diskriminace zvuků, anatomické vady řečových orgánů, neuromotorické poruchy, kognitivně-lingvistické nedostatky;

  - příčiny vnější:
    - psychosociální vlivy, dědičnost (zdědění artikulační neobratnosti), vliv prostředí (nesprávný mluvní vzor), poruchy analyzátorů (narušení sluchového a zrakového vnímání), poruchy centrální nervové soustavy, atd.[2]

## Klasifikace dyslalie
Chceme-li si rozdělit dyslalii z vývojového hlediska, pak období do 5 let označujeme za období fyziologické dyslalie. Mezi 5 a 7 rokem života dítěte se jedná o prodlouženou fyziologickou dyslalii a až po 7 roce hovoříme o pravé dyslalii. Dle rozsahu narušení artikulace rozlišujeme dyslalii mnohočetnou (dyslalia univerzalis), multiplex (gravis) a parcialis (levis, simplex). Poslední typ – dyslalii parcialis – ještě dělíme na typ monomorfní a polymorfní.

### Diagnostika dyslalie
Při diagnostickém procesu zachováváme všechny náležitosti logopedického vyšetření:
- navázání kontaktu,
- anamnéza (rodinná, osobní),
- orientační vyšetření sluchu,
- vyšetření rozumění řeči,
- vyšetření řečové produkce,
- vyšetření motoriky (hrubé, jemné, grafomotoriky, oromotoriky, mimiky),
- vyšetření laterality,
- vyšetření sociálního prostředí.

Přičemž klademe důraz na:
- orientační vyšetření sluchu (spolupracujeme s foniatrem, případně otorinolaryngologem),
- stav artikulačních orgánů (případné odhalení orofaciálních rozštěpů, vyšetření chrupu, skusu, nutnost péče ortodontisty),
- vyšetření oromotoriky a mimiky,
- vyšetření fonematického sluchu (diskriminace distinktivních rysů jazyka).

Naším základním cílem při diagnostice dyslalie je zjistit, zda je daná hláska (případně skupina hlásek – obvykle z jednoho artikulačního okrsku) artikulována chybně na začátku, uprostřed nebo na konci slov, případně samostatně. Na základě toho odlišujeme dyslalii hláskovou, slabikovou a slovní. A na základě artikulačního okrsku rozlišujeme dyslalii bilabiální, labiodentální, alveolární, palatální, velární, laryngeální a nazální. V rámci diferenciální diagnostiky si musíme dávat pozor, abychom dyslalii správně odlišili od symptomatických poruch řeči (doprovázejí jiné, dominující postižení) při sluchovém postižení, mentálním postižení nebo specifických poruch řeči při lehké mozkové dysfunkci a specifických poruchách učení. Dále rozlišujeme poruchy vyslovování při neurologických onemocněních, komolení a redukci slabik při breptavosti, nedbalou řeč či různé dialektové a žargonové odchylky a odchylky výslovnosti u dětí, které pocházejí z cizojazyčného prostředí.

## Terapie dyslalie
Oblast terapie dyslalie spadá (stejně jako terapie ostatních narušených komunikačních schopností) do logopedické intervence, což je specifická činnost, kterou provádí odborník – logoped za účelem odstranění či zmírnění projevů a následků narušené komunikační schopnosti.
Při terapii dyslalie dodržujeme následující zásady:
- zásada krátkodobého cvičení,
- zásada využití sluchové kontroly,
- zásada používání pomocných hlásek,
- zásada minimální akce.

Hlásky vždy vyvozujeme individuálně, až následné procvičovací aktivity můžeme realizovat skupinově. Vždy postupujeme dle zásad vývojovosti – tzn. dle pravidel ontogenetického vývoje řeči u dětí. Chybně vyslovovanou hlásku nikdy neopravujeme, nýbrž vyvozujeme zcela nový zvuk. Zároveň při všech aktivitách posilujeme sebedůvěru dítěte (klienta). Vyvozujeme vždy a pouze jednu hlásku, vyhýbáme se nesnadným, složitým, neznámým slovům a jazykolamům. Mechanické pomůcky využíváme pouze v nezbytných případech.

### Postup terapie dyslalie
- přípravná cvičení:
  - směřujeme je k hlásce, kterou budeme vyvozovat,
  - dechová cvičení, oromotorická cvičení;
- vyvození:
  - u malých dětí formou hry,
  - u větších dětí a dospělých osob používáme přímé metody;
- fixace:
  - spojení s dalšími hláskami,
  - nácvik hlásky na začátku, uprostřed a na konci slova;
- automatizace:
  - pojmenování obrázků, předmětů,
  - básničky, hádanky,
  - spontánní řeč, čtení.